# Castellania w Valletcie
Castellania (malt. Il-Kastellanija; wł. La Castellania), oficjalnie znany jako Castellania Palace (malt. Il-Palazz Kastellanja, wł. Palazzo Castellania) – były budynek sądowy oraz więzienie w Valletcie na Malcie. Zbudowany przez Zakon Joannitów pomiędzy rokiem 1757 a 1760 na miejscu wcześniejszego, zbudowanego w roku 1572, budynku sądowego.
Pałac zbudowany w stylu barokowym według projektu architektów Francesco Zerafy i Giuseppe Boniciego. Jest to znaczący budynek przy Merchants Street, z ozdobną elewacją i wyszukaną marmurową częścią centralną. Wnętrze zawiera byłe sale sądowe, kaplicę, cele więzienne, statuę bogini sprawiedliwości na głównej klatce schodowej, oraz ozdobną fontannę na dziedzińcu.
Od późnych lat XVIII wieku aż po wczesny wiek XIX budynek znany był pod wieloma nazwami, m.in. Palazzo del Tribunale, Palais de Justice oraz Gran Corte della Valletta. W wieku XIX został uznany za niewystarczająco duży, i pomiędzy rokiem 1840 a 1853 sądy stopniowo przenosiły się do Auberge d’Auvergne, pozostawiając budynek zaniedbanym. Po jakimś czasie przekształcony został w centrum wystawowe, budynek z mieszkaniami do wynajęcia i szkołę.
W roku 1895 umieściło się w nim główne biuro Departamentu Zdrowia Publicznego. Departament został w końcu przekształcony w ministerstwo zdrowia Malty (dziś znane jako Ministry for Health, the Elderly and Community Care), które wciąż mieści się w Castellanii. Na parterze budynku znajdują się sklepy, zaś pozostałości laboratorium sir Themistoklesa Zammita mieszczą się teraz na drugim piętrze budynku, tworząc The Brucellosis Museum, na którego zwiedzanie można się umówić.

## Historia

### Podłoże

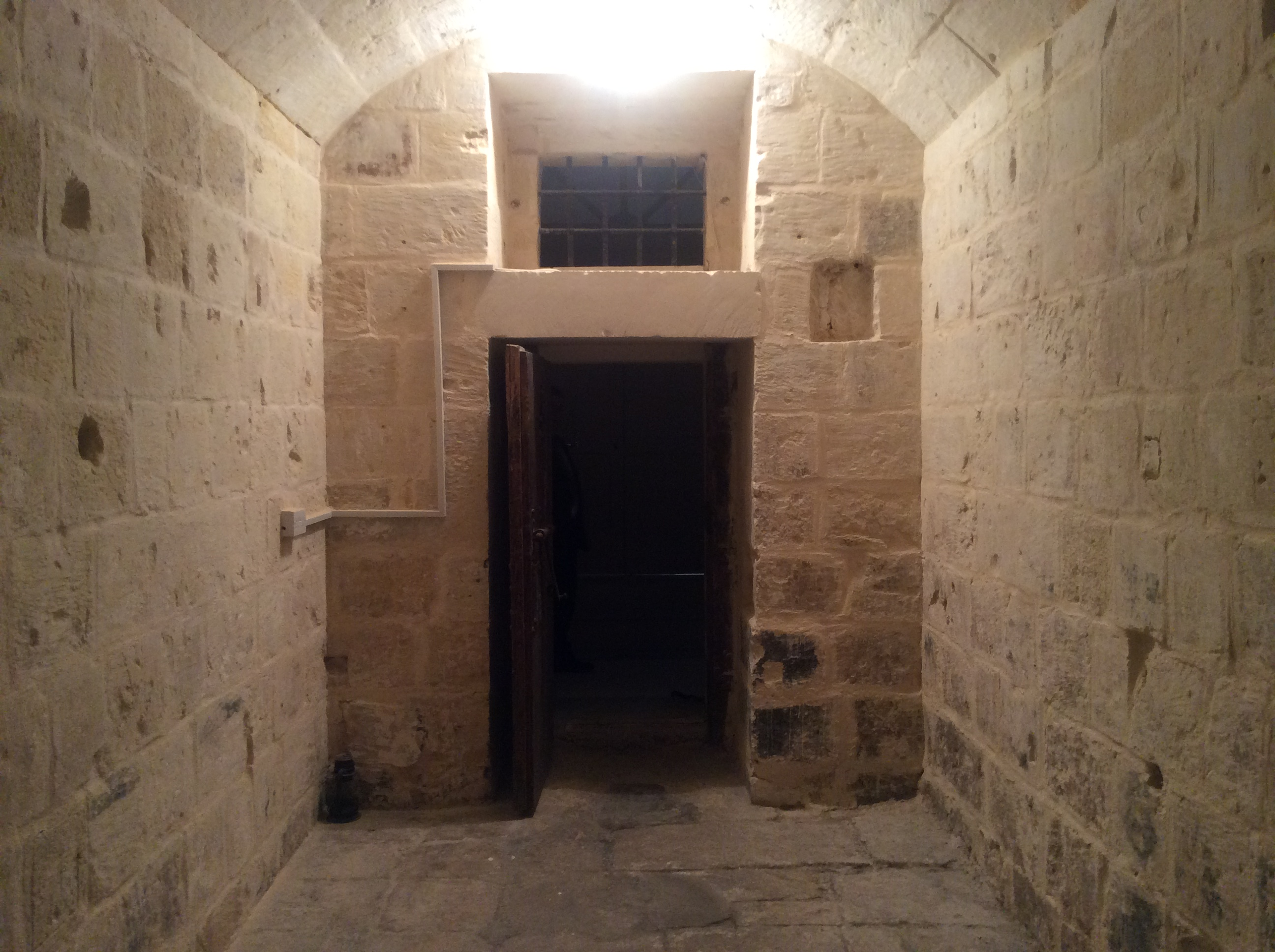
Cela więzienna w Castellanii

Magna Curia Castellaniæ (wł. Gran Corte della Castellania; ang. High Court of the Castellania – były to sądy i trybunały, działające na Malcie podczas rządów Zakonu św. Jana. Mają one swoje korzenie na Rodos, znane tam jako Pragmaticæ Rhodiæ, i działające aż do wygnania Zakonu z wyspy w roku 1522.
Instytucja sądów ustanowiona została na Malcie po przybyciu Zakonu na wyspę w roku 1533, podczas rządów Wielkiego Mistrza Philippe de L’Isle-Adama i jest czasem nazywana dla odróżnienia Magna Curia Castellaniæ Melitensis. Pierwotnie sądy i trybunały mieściły się w budynku w Birgu. Instytucja wzorowana była na sycylijskim systemie prawnym, na jej czele stał kasztelan (castellan), który był rycerzem Zakonu. Kiedy pokazywał się publicznie, poprzedzany był zawsze przez pazia, niosącego rózgę – symbol jego pozycji – na poduszce. To dało początek jego przezwisku captain of the rod (kapitan rózgi).
W skład instytucji wchodziło dwóch sędziów, po jednym dla sądu cywilnego oraz kryminalnego. Byli oni rodowitymi Maltańczykami, zajmowali się sprawami, które miały miejsce w Valletcie, Florianie oraz Three Cities. Sekretarz (cancelliere), odpowiedzialny był za przyjmowanie i przechowywanie akt sądowych, rejestrowanie wyroków wydanych przez sędziów oraz nadzór nad pozostałymi pracownikami sądów. Wielki Wicehrabia (Gran Visconte) koordynował pracę policji, a Capitani di notte wykonywał wyroki. Wśród innych pracowników był urzędnik, który pilnował, aby więźniowie byli dobrze traktowani, pracownicy archiwum oraz adwokaci, odpowiedzialni za pomoc prawną. Raz w tygodniu sporządzano raport dla Wielkiego Mistrza, informujący o sprawach rozpatrywanych przed trybunałami sądowymi.
Castellania była najwyższym sądem na wyspie, stąd nazywana była Gran Corte. Wielki Mistrz miał władzę absolutną w kierowaniu tą instytucją. Stolica Apostolska domagała się lepszych wyroków, jak np. podczas sporu z dworem biskupim, lecz powołując się na "książęcą" suwerenność Wielki Mistrz nie uległ naleganiom. Wraz z obecnością Inkwizycji Stolica Apostolska uważała Maltę za swoją kolonię. W tym czasie Castellania została uznana za sąd świecki, i prawo zostało zmodyfikowane przez Wielkiego Mistrza.
Po przeniesieniu przez Zakon swojej siedziby do Valletty, w nowej stolicy zbudowana została nowa Castellania. Tymczasem, w roku 1574, oryginalna Castellania w Birgu przekształcona została w pałac Inkwizytora. Oprócz pełnienia funkcji siedziby sądu, Castellania służyła również jako więzienie, gdzie przetrzymywano podejrzanych oraz skazanych. Budynek Castellanii ujęty był na oryginalnych planach Valletty. Jednym z miejsc, gdzie planowano zbudować Castellanię był teren zarezerwowany dla zajazdów języków, znany jako Collacchio, lecz ograniczony dostęp do tego obszernego terenu w Valletcie był niepraktyczny, i w sumie porzucono ten zamysł. Budynek pierwszej Castellanii powstał w roku 1572, podczas rządów Wielkiego Mistrza de la Cassière, i był zaprojektowany przez Girolamo Cassara, podobnie jak inne budynki Valletty w drugiej połowie XVI wieku. Budynek miał wygląd wojskowy, z narożnikami wzmocnionymi masywnymi blokami, typowymi dla Cassara.
Pierwsza Castellania Valletty została, z rozkazu Wielkiego Mistrza Manuela Pinto, zburzona w połowie XVIII wieku. Istnieją informacje, oparte jedynie na przekazach ustnych, że w XVIII wieku, w latach 1757-1760, sądy i trybunały mieściły się w budynku przy 254, St. Paul’s Street (dziś znanym jako Europe House, a zajmowanym przez biura Komisji Europejskiej i Parlamentu Europejskiego), jednak traktowane jest to jako pogłoska.

### Budowa i przeznaczenie

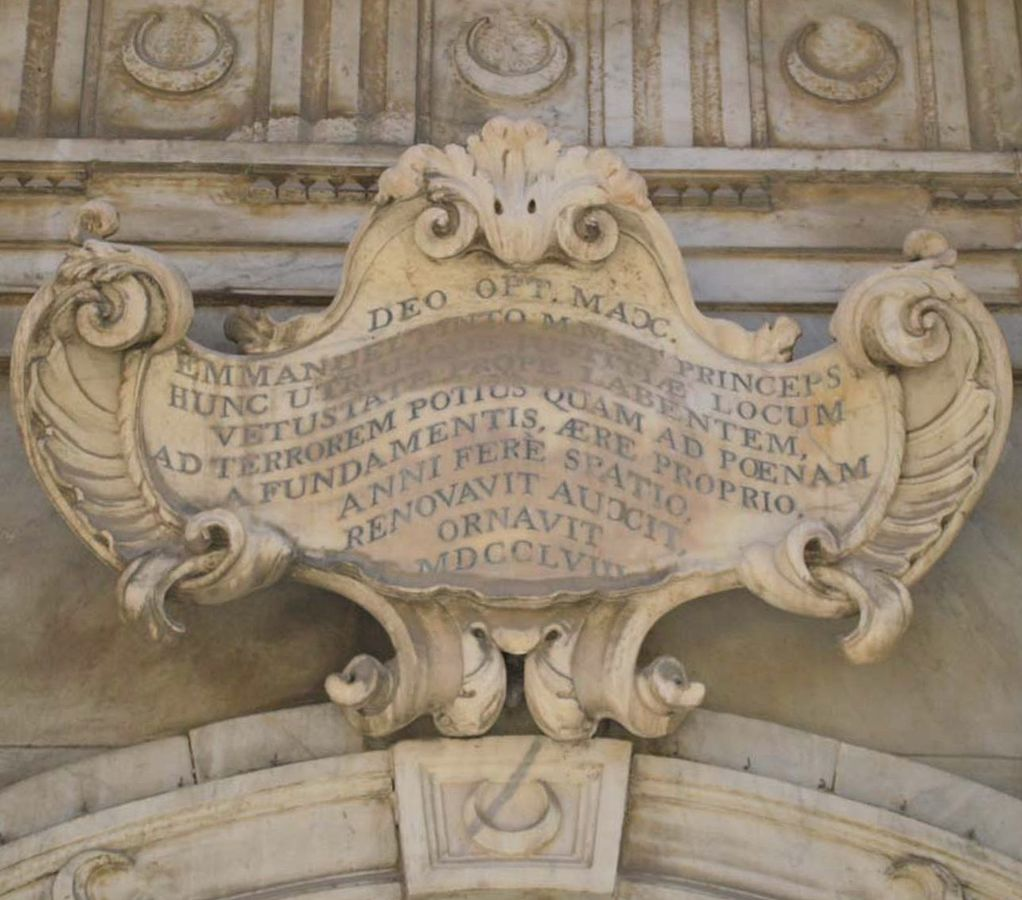
Inskrypcja upamiętniająca odbudowę Castellanii

Nowy barokowy budynek postawiony został na miejscu pierwszej Castellanii przez tego samego Wielkiego Mistrza, dając zatrudnienie znacznej ilości ludzi, na co Pinto miał nadzieję rozpoczynając prace w roku 1757. Podczas trwania budowy więźniowie trzymani byli w torre obok Porta Reale, prawdopodobnie wieży Saint James Cavalier. Nowa Castellania zbudowana została według projektu architekta Francesco Zerafy, który zmarł przed jej ukończeniem, a jego miejsce zajął architekt Giuseppe Bonici. Budowla została ukończona w roku 1760, wewnętrzna kaplica została konsekrowana 15 listopada tego samego roku. Więźniowie zostali przeniesieni do nowego więzienia trzy dni później, 18 listopada 1760 roku.
W XVIII wieku, z racji mieszczenia sądów i trybunałów, budynek znany był jako Corte della Castellania (z odmianami) lub Palazzo del Tribunale. Popularnie nazywany by Court of the Grandmaster (Sąd Wielkiego Mistrza), prawdopodobnie dla odróżnienia go od sądów Inkwizycji i biskupa.
Do budowy użyto miejscowego wapienia, a główny portyk udekorowany został marmurem karraryjskim. Niektóre bloki marmurowe zabrane zostały z ruin świątyni Prozerpiny, antycznej świątyni rzymskiej w Mtarfie, odkopanej w roku 1613. Rzemieślnikiem, pracującym nad dekoracyjnymi rzeźbami fasady Castellanii oraz kaplicy, był mistrz Gian (lub Giovanni), znany jako Puglisi, neapolitański buonavoglia (wioślarz na galerach). Był on pierwszym oskarżonym o morderstwo i skazanym na śmierć przez powieszenie, sądzonym w nowej Castellanii 15 grudnia 1760 roku. Przebudowując pałac Pinto chciał uwszechobecnić swoje heraldyczne półksiężyce na wewnętrznym i zewnętrznym wystroju budynku, aby pochwalić się swoim absolutyzmem i zamożnością.
Jakiś czas po zakończeniu budowy artysta Tiepolo Favray opisał budynek i rozpowszechnił informacje o nim wśród europejskich monarchów, porównując go do odpowiadającego oczekiwaniom większości potężnych narodów.
W Castellanii używano dzwonów, aby przyciągnąć ludzi i poinformować ich o mającym nastąpić wydarzeniu, jak np. ogłoszenie wyroku skazującego. Aby móc działać na wodach maltańskich każdy statek handlowy był zobowiązany przez prawo do zarejestrowania się w Castellanii i wniesienia obowiązkowej opłaty w wysokości co najmniej 10 grani, w zależności od wielkości statku i jego przeznaczenia.

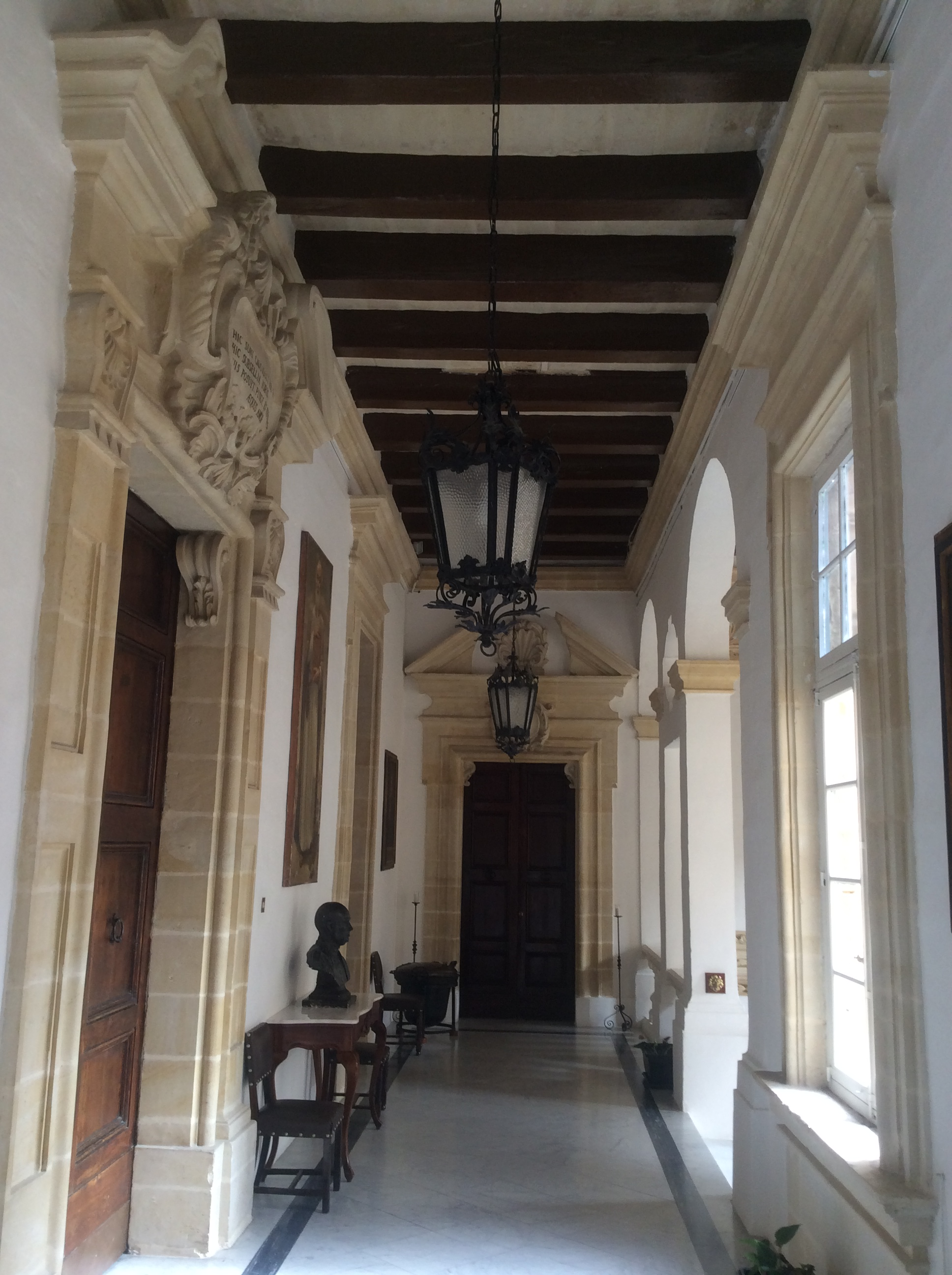
Wnętrze Castellanii

W roku 1774 zaistniał niezwykły (jak na tamte czasy) przypadek, kiedy osoba interpłciowa, 17-letnia Rosa Mifsud z Luqa, wystąpiła do sądu o uznanie jej za mężczyznę, i zezwolenie na noszenie ubrań męskich, zamiast kobiecych, które ubierała od urodzenia. Sąd powołał dwóch ekspertów, by przeprowadzili badanie fizykalne. W tej sprawie przedstawiono szczegółowy opis pracy ekspertów, podobnie jak współcześnie. Ekspertami byli naczelny lekarz oraz naczelny chirurg, obaj pracujący w Sacra Infermeria. W wyniku oględzin medycznych Wielki Mistrz podjął decyzję, że Mifsud może nosić odtąd jedynie męskie ubrania. Decyzja została powzięta po powołaniu przez sąd apelacyjny siedmiu innych ekspertów medycznych, którzy zgodzili się z obserwacjami poczynionymi przez swoich dwóch poprzedników.
Po powstaniu księży w roku 1775, trzech przywódców rebeliantów zostało straconych bez uczciwego sądu. Wyroki śmierci zostały podpisane przez Castellano z rozkazu Wielkiego Mistrza Francisco Ximenesa de Texady. Przed osądzeniem niektórzy księża i klerycy, uczestnicy powstania, zostali zamknięci w tajnych celach w pobliżu sali sądu, niektórzy w lochach Castellanii, inni w kilku budynkach Valletty. Wszyscy ci aresztanci zostali zapisani w Libro del Carcerati Della Magna Curia Castellania. Wśród nich był Gaetano Mannarino, przywódca powstania. Niektórzy z nich zostali skazani na śmierć przez uduszenie w lochach budynku sądu. Cały proces był niezgodny z procedurą sądową na Malcie, gdyż kapłani nie podlegali sądownictwu cywilnemu, lecz sądowi biskupiemu.
W roku 1784 Wielki Mistrz Emmanuel de Rohan-Polduc wprowadził Code de Rohan (Kodeks de Rohana), który obejmował głównie prawo karne. Kodeks zawierał wcześniejsze przepisy prawa, wprowadzone przez byłych wielkich mistrzów, lecz z bardziej liberalnym podejściem. Ustanawiał również standardowe, z pewną elastycznością, przepisy dotyczące adwokatów. Był on następnie zmieniany przy użyciu bandi (komunikatów, obwieszczeń).
Mikiel Anton Vassalli był więźniem w Klistanija pod koniec okresu rządów Zakonu św. Jana. Był oskarżony o rozpowszechnianie idei rewolucyjnych w czasie urzędowania Wielkiego Mistrza Hompescha. Vassalli zaprzeczył oskarżeniom i pozostał w więzieniu. W międzyczasie odwiedził go ojciec Fortunata Panzavecchi. Podczas obiadowania ze strażnikami poczynił notatki z rozmów, jakie przeprowadził z Vassallim. Rzuciły one więcej światła na życie Vassalliego, który po śmierci stał się narodowym maltańskim lingwistą.
W czerwcu 1798 Maltę najechały wojska pierwszej Republiki Francuskiej, w rezultacie okupacji Malty przez Francuzów Zakon został usunięty z wyspy. Francuzi zreformowali system prawny, Magna Curia Castellaniæ została zastąpiona przez Tribunale Provisorio oraz Tribunale Civile di Prim'Instanza. Stanowisko Castellano (kasztelana) zostało zniesione, a sędziowie byli nominowani przez Commission de Gouvernement (Komisję Rządową). W czasie lat okupacji francuskiej budynek był znany jako Palais de Justice. Nie mniej niż trzy pełne pojemniki srebra, należącego do Monte di Pietà i przechowywanego w Castellanii, zostały zabrane 8 listopada 1878 roku przez Francuzów oraz przetopione, aby wybić z nich monety do wynagrodzenia jakobinów. Był to jeden z serii przypadków, które uruchomiły powstanie Maltańczyków. Francuski system prawny nie funkcjonował wystarczająco długo, aby wpłynąć w tym czasie na sądownictwo maltańskie.
Po wygranym powstaniu przeciw rządom francuskim, w roku 1800 Malta stała się brytyjskim protektoratem, Castellania stała się znana jako Gran Corte della Valletta. Na propozycję Maltańskiego Kongresu Narodowego do kanonów prawa zostały przywrócone ponownie starożytne prawa oraz Code De Rohan. Vassalli został powtórnie aresztowany podczas powstania, i był przetrzymywany w Castellanii od 16 września 1800 roku aż do uwolnienia 15 stycznia 1801 roku. Podczas pobytu w więzieniu, Vassalli czytał współwięźniom po arabsku i głosowo tłumaczył na maltański fragmenty Koranu. Księga Koranu, w skórzanej oprawie, została znaleziona przez Brytyjczyków w bagażach Vassalliego, podczas kontroli przy przekraczaniu Porta Reale.
Podobnie, jak inne budynki publiczne, Castellania była zamknięta w czasie zarazy w latach 1813–14, i była używana w szczególnych przypadkach, dotyczących samej zarazy. Kiedy epidemia ustąpiła, Castellania powróciła do wykonywania swych obowiązków jako budynek sądu oraz miejsce odosobnienia dla oskarżonych, oczekujących na rozprawę. Sądy maltańskie stały się podmiotami brytyjskimi 5 października 1813 roku, kilka miesięcy przed pokojem paryskim 1814 roku, kiedy Malta stała się kolonią Korony brytyjskiej. W tym momencie Brytyjczycy, pod przywództwem gubernatora Thomasa Maitlanda, przyjęli ujednoliconą mieszankę prawa cywilnego, zawierającego prawo rzymskie, Kodeks Napoleona oraz prawo kontynentalne. Wprowadzenie tego systemu powierzono adwokatowi koronnemu Adrianowi Dingli. Reformy te pozostają podstawą dzisiejszego prawa maltańskiego. Przed rokiem 1814 zlikwidowane zostały wszelkie rodzaje tortur, jednakże jakiekolwiek działania prowadzące do buntu mogły być stłumione siłą.
Kiedy w Castellanii mieściły się sądy oraz więzienie, część budynku używana była do innych celów. Do roku 1773 mieściła się tam Monte di Pietà. Od roku 1814, kiedy Malta stopniowo przekształcana była w brytyjską kolonię, komendant policji Francesco Rivarola miał w Castellanii swoje biuro jako Deputy Inspector General of Executive Police (Zastępca Inspektora Generalnego Policji Wykonawczej). W XIX wieku biuro policji przeniesione zostało do pałacu gubernatora. Jak opublikowano w Malta Government Gazette 21 października 1829 roku, Malta przyjęła system ławy przysięgłych w sprawach dotyczących morderstw.
W czasie rządów rycerzy Joannitów, podczas okupacji francuskiej, protektoratu brytyjskiego, do przynajmniej roku 1879, kiedy sądy już zostały wyprowadzone z budynku, głównym językiem używanym w sądach był włoski oraz w niektórych przypadkach łacina. Nawet kiedy język francuski został ustanowiony jedynym językiem oficjalnym na Malcie, zrobiono wyjątek dla sądów, ponieważ język włoski przeważał w oficjalnym żargonie sądowniczym. Starania Brytyjczyków, aby używać na Malcie języka angielskiego w czasach protektoratu i wczesnych lat kolonializmu zawiodły, głównie z powodu oporu rodzin szlacheckich. Sąd najwyższy zasugerował, aby rozprawy odbywały się w języku angielskim, aby zachęcić sędziów do uczenia się i używania tego języka, lecz spełzło to na niczym. Tak podczas okupacji francuskiej, jak i okresu brytyjskiego, wyroki sądu najwyższego ogłaszane były po włosku oraz w drugim, preferowanym przez władze, języku – francuskim lub angielskim. Podczas całego okresu działalności sądów w Castellanii nie brano nigdy pod uwagę używania języka maltańskiego w sądach. Kwestia językowa nie została rozwiązana aż do XX wieku, kiedy zmieniono przeznaczenie budynku.
Po roku 1840 uznano, że budynek nie jest odpowiedni do celów sądowych, w tymże roku sądy cywilne przeniesione zostały do Auberge d’Auvergne. Sądy kryminalne oraz biuro policji zostały również przeniesione do zajazdu w roku 1853, a Castellania, jak opublikowano w „Governor Ordinance” nr 11 z 5 maja 1852 roku, przekształcona została w kasyno wojskowe dla Maltese Militia Force. Wiadomo, że budynek był zajmowany przez siły zbrojne stacjonujące w Valletcie i Florianie przynajmniej do roku 1854. Później znajdowało się tutaj centrum wystawowe, wynajmowany był na mieszkania, oraz mieścił rządową szkołę średnią dla dziewcząt. Służył również jako kwatera główna St. John Ambulance Association.

### Wydział i Ministerstwo Zdrowia

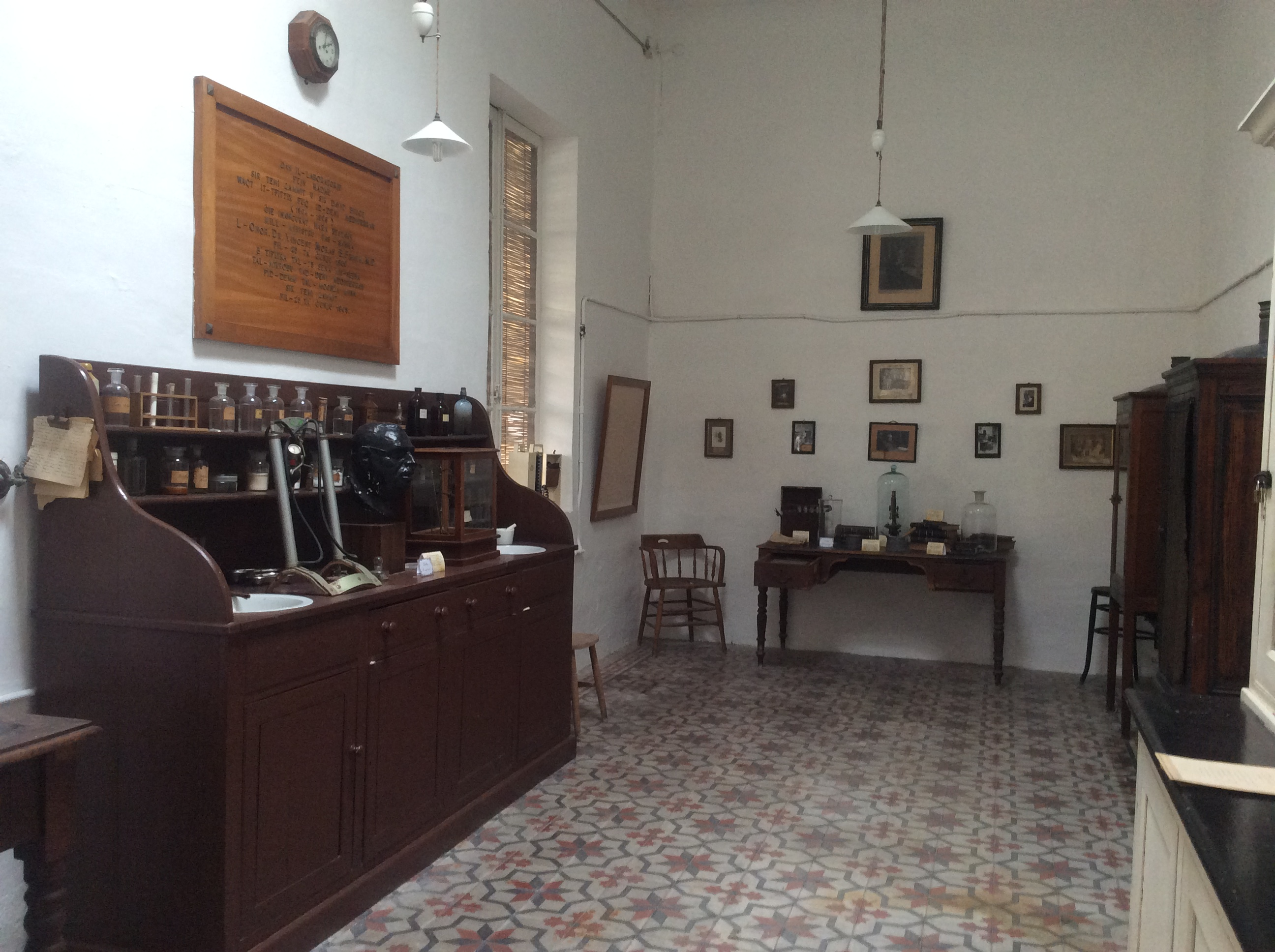
Muzeum Brucelozy w Castellanii

Budynek stał się siedzibą szefa rządowego urzędu medycznego (Chief Government Medical Officer) w roku 1885. 10 kwietnia 1895 roku Gerald Strickland przeniósł do budynku główne biuro Wydziału Zdrowia Publicznego (Public Health Department). Oba te urzędy połączyły się w roku 1937 w Wydział Medycyny i Zdrowia (Medical and Health Department). W latach 1904–1906 w Castellanii pracowała Mediterranean Fever Commission (MFC), i 14 czerwca 1905 roku lekarz w niej pracujący, sir Themistocles Żammit, odkrył przyczynę gorączki maltańskiej (znanej też pod innymi nazwami).
W czerwcu 1904 roku, przeprowadzając badania, Zammit zauważył, że pięciu członków tej samej rodziny w tym samym czasie zachorowało po spożyciu świeżego niepasteryzowanego mleka koziego. Zammit zdecydował się kupić zdrowe kozy i przetestować je. W ten sposób odkrył przyczyny choroby. David Bruce, który przewodniczył MFC, nie był przychylny eksperymentom zaproponowanym przez Zammita. Jednakże, gdy eksperyment potwierdził odkrycie, Bruce próbował zdyskredytować Zammita przypisując całą zasługę sobie. Rola Zammita była pomniejszana lub wręcz ignorowana. Dało to efekt – choroba nazwana została brucellosis od imienia Bruce’a.
W roku 1980 laboratorium na drugim piętrze Castellanii, które było używane przez Malta Fever Commission, zostało odrestaurowane i przekształcone w The Brucellosis Museum (Muzeum Brucelozy), i jest teraz otwarte dla zwiedzających po uprzednim umówieniu wizyty. W okresie brytyjskim niektóre więzienne cele zmodyfikowano i przekształcono w biura rządowe, którymi pozostały do dzisiaj. Inne części wnętrz Castellanii, w tym kaplica i jedna z więziennych cel, zostały odrestaurowane w latach 90. ubiegłego wieku. Cela ta pokazana jest na frontowej okładce książki Williama Zammita Kissing the Gallows: A Cultural History of Crime, Torture and Punishment in Malta, 1600–1798. Później, w latach 1990., planowano odnowić fasadę budynku, lecz nie zrobiono tego. Aktualnie planuje się ją odnowić jako część projektu Valletta 2018 – Europejska Stolica Kultury. Budynek widoczny jest na fotografii z końca XIX wieku, kiedy na części St. John Street mieściło się biuro kompanii gazowniczej, a na Merchant's Street sklepy. W XIX wieku powożący kaleszami byli zobowiązani do rejestrowania w Castellanii swoich pojazdów, oraz zaopatrzenia ich w tablice rejestracyjne.
We wczesnych latach XX wieku, w tajemnicy przed wszystkimi, w tym jego rodziną, uwięziony został przez Brytyjczyków w Castellanii socjalistyczny patriota maltański Manwel Dimech. 5 września 1914 roku został zmuszony do emigracji, z której nigdy nie powrócił. Na Victoria Gate, którą Dimech musiał przekroczyć przed wejściem na pokład statku, znajduje się tablica, upamiętniająca ten epizod. Uwięzienie Dimecha oraz jego wygnanie za granicę uważane jest za dziejową niesprawiedliwość okresu brytyjskiego.
Od roku 1921 w budynku mieściło się maltańskie ministerstwo zdrowia, które było znane przez wszystkie te lata pod różnymi nazwami (aktualnie Ministerstwo Zdrowia i Opieki Społecznej – Ministry for Health, the Elderly and Community Care). Na parterze mieści się kilka sklepów, które oryginalnie powstały, aby zwiększyć zatrudnienie. Reszta budynku na co dzień nie jest ogólnie dostępna, poza specjalnymi okazjami, takimi jak Notte Bianca. W roku 2007 minister Austin Gatt zaproponował, aby umieścić w budynku muzeum maltańskiej historii prawnej i politycznej, jednakże bez sukcesu.
Budynek był umieszczony na Antiquities List of 1925 jako La Castellania. Od roku 1992 jest zaliczony do budynków zabytkowych klasy 1, oraz umieszczony jest na liście National Inventory of the Cultural Property of the Maltese Islands. Dokumenty sądowe Magna Curia Castellania (MCC) są zabezpieczone i przechowywane w Banca Giuratale w Mdinie. Dokumenty są częścią Państwowego Archiwum Malty i są traktowane przez historyków jako źródła historyczne w badaniach historii Malty pod rządami rycerzy św. Jana.

## Architektura budynku

### Część zewnętrzna

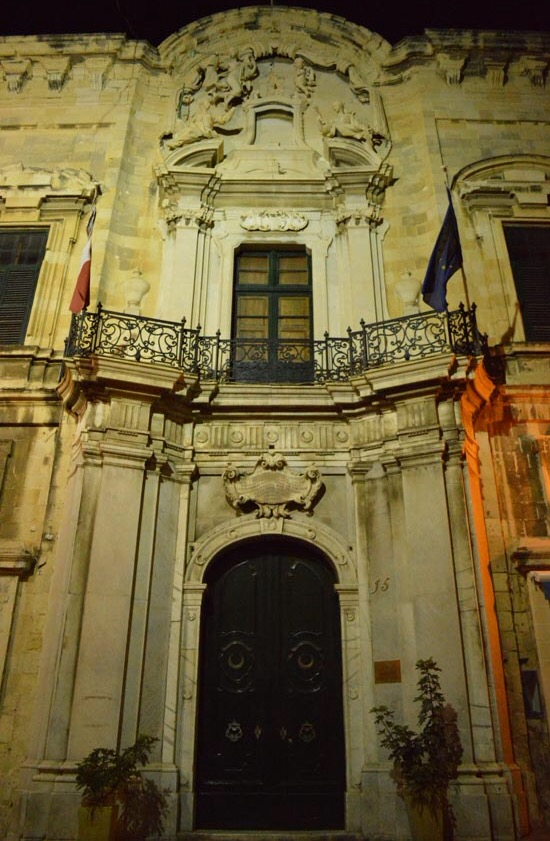
Ozdobna część centralna głównej fasady budynku

Castellania uznawana jest za arcydzieło architektury, zaprojektowane za rządów Wielkiego Mistrza Pinto, będąc najbardziej oryginalnym świeckim nienaruszonym przykładem maltańskiej architektury baroku oraz relikwią wczesnej nowożytności pod rządami Zakonu św. Jana. Posiada wyszukaną, imponującą fasadę o proporcjach podobnych do auberge, i jest wyróżniającym się budynkiem na tym terenie. Jest wysoki na dwie kondygnacje, będąc zbudowany po trzech stronach małego dziedzińca. Chociaż budynek powstał na planie asymetrycznym, fasada od strony Merchants Street jest symetryczna. Projekt wyróżnia się wspaniałymi krawędziami, wyprowadzonymi na zewnętrzną stronę.
Na głównej fasadzie, w jej części centralnej, znajduje się zakończone łukiem centralne wejście, umieszczone w potrójnie wklęsłej części ze skupiskiem pilastrów, ponad którymi biegnie gzyms. Powyżej otoczony żelazną balustradą balkon, na który prowadzi wejście z sali dawnego sądu kryminalnego. Heraldyczny półksiężyc z herbu Wielkiego Mistrza Pinto zdobi główny portal, a poniżej balkonu umieszczona jest tablica pamiątkowa z tekstem. Głosi on:

DEO OPT. MAX.

EMMANUEL PINTO M.M. ET PRINCEPS

HUNC UTRIUSQUE JUSTITIÆ LOCUM

VETUSTATE PROPE LABENTEM,

AD TERROREM POTIUS, QUAM AD POENAM

A FUNDAMENTIS, ÆRE PROPRIO

ANNI FERE SPATIO

RENOVAVIT AUXIT,

ORNAVIT

MDCCLVIII

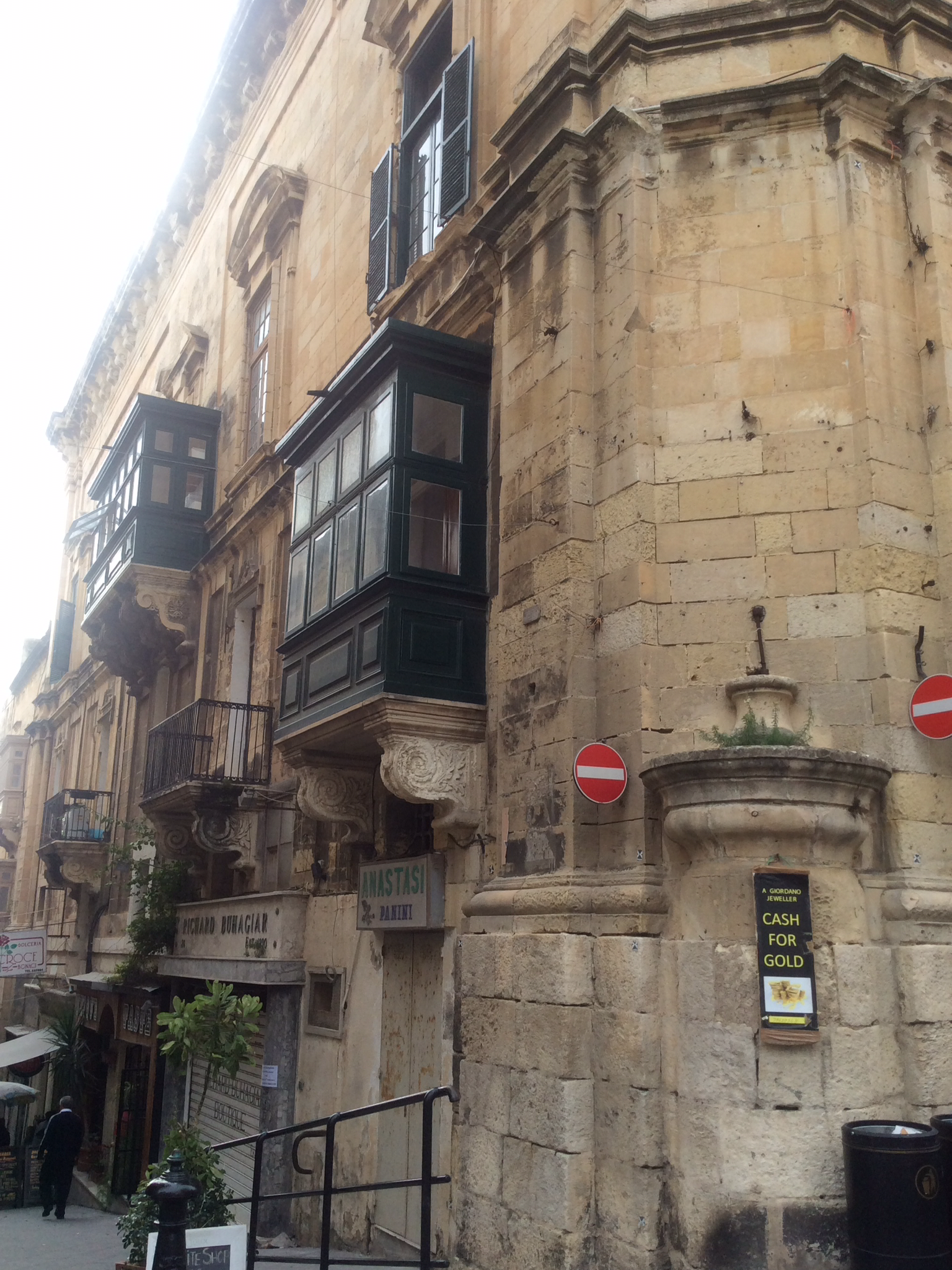
Boczna ściana od strony St. John’s Street, po prawej stronie pręgierz. Za balustradą widoczny Nelson’s Hook (hak Nelsona).

Balkon jest zwieńczony niszą z alegorycznymi figurami Sprawiedliwości i Prawdy, jak też rzeźbami uskrzydlonej postaci kobiecej oraz putto. Niektóre części rzeźb, jak np. waga trzymana przez „Lady Justice” zaginęły. Miejsce pomiędzy figurami zajmowało popiersie Pinto oraz jego herb, lecz zostały one usunięte w czasie okupacji francuskiej na Malcie lub na początku XIX wieku. Nie wiadomo, jak wyglądało wzmiankowane wyżej popiersie, chociaż mogło być podobne do rzeźby umieszczonej na fasadzie Auberge de Castille. W każdym wypadku było ono wykonane prawdopodobnie z brązu i umieszczone na marmurowej plincie, wciąż się tam znajdującej. Podobnie do innych popiersi z tego okresu, mogło być dziełem Jacques’a Saly.
Parter od strony Merchants Street został zaprojektowany, aby pomieścić osiem sklepów, po cztery z każdej strony głównego wejścia. Nad każdym sklepem znajduje się dodatkowe pomieszczenie, do którego wchodzi się po spiralnych schodach. Pomieszczenie to pomyślane było jako mieszkanie dla właściciela sklepu. Pokoje te mają po jednym kwadratowym oknie, umieszczonym nad każdym wejściem do sklepu. Okna ozdobione są symbolicznymi półksiężycami Wielkiego Mistrza Pinto. W pewnym czasie do jednego z pomieszczeń sklepowych zostało przebite wejście z głównego budynku, aby mogły one być używane jako biura Ministerstwa Zdrowia.
Boczna ściana wzdłuż St. John’s Street nie jest tak ozdobna jak fasada, i zawiera kilka drewnianych oraz otwartych balkonów. Od tej strony budynku ulokowane jest wejście do cel więziennych Castellanii. Znajdują się tam też sklepy o zróżnicowanych elewacjach.
Na narożniku budynku, przy zbiegu Merchants Street i St. John’s Street znajduje się cylindryczny cokół o wysokości ok. 3 metrów. Oryginalnie służył on jako pręgierz, gdzie więźniowie byli publicznie upokarzani. Skazani za poważniejsze przestępstwa byli chłostani lub torturowani przy użyciu corda przy pręgierzu. Skazanych na śmierć wieszano poza murami Valletty, w okolicach St. Jacob Bastion. Według Louis de Boisgelin, historyka Zakonu w czasie ostatnich trzech dni maltańskiego karnawału mieszkańcy „przywoływali” antyczną rzymską tradycję, zawieszając nad pręgierzem kamień (zamiast człowieka) i uderzali w niego, co symbolizowało wstrzymanie wykonywania kar podczas tych dni.
W pobliżu pręgierza umocowany jest w ścianie Castellanii żelazny hak. Według tradycji, mógł on być używany do podniesienia największego dzwonu pobliskiej katedry św. Jana, lecz dziś jest to uznawane jako mało prawdopodobne. Najbardziej prawdopodobnym jest, że był on wykorzystywany do przywiązywania więźniów skazanych na pręgierz W roku 1803 Horatio Nelson, wyzwany, rzekomo przecisnął się przez ten hak, który po bitwie pod Trafalgarem zaczął być znany jako Nelson’s Hook (hak Nelsona). Stało się tradycją dla marynarzy Royal Navy stawiać zakłady a potem płacić za drinki kolegom, którzy dali radę przecisnąć się przez ten hak. Młodsi oficerowie rzekomo mieli duże szanse na promocję, jeśli „zaliczyli” ten test.

### Wnętrze

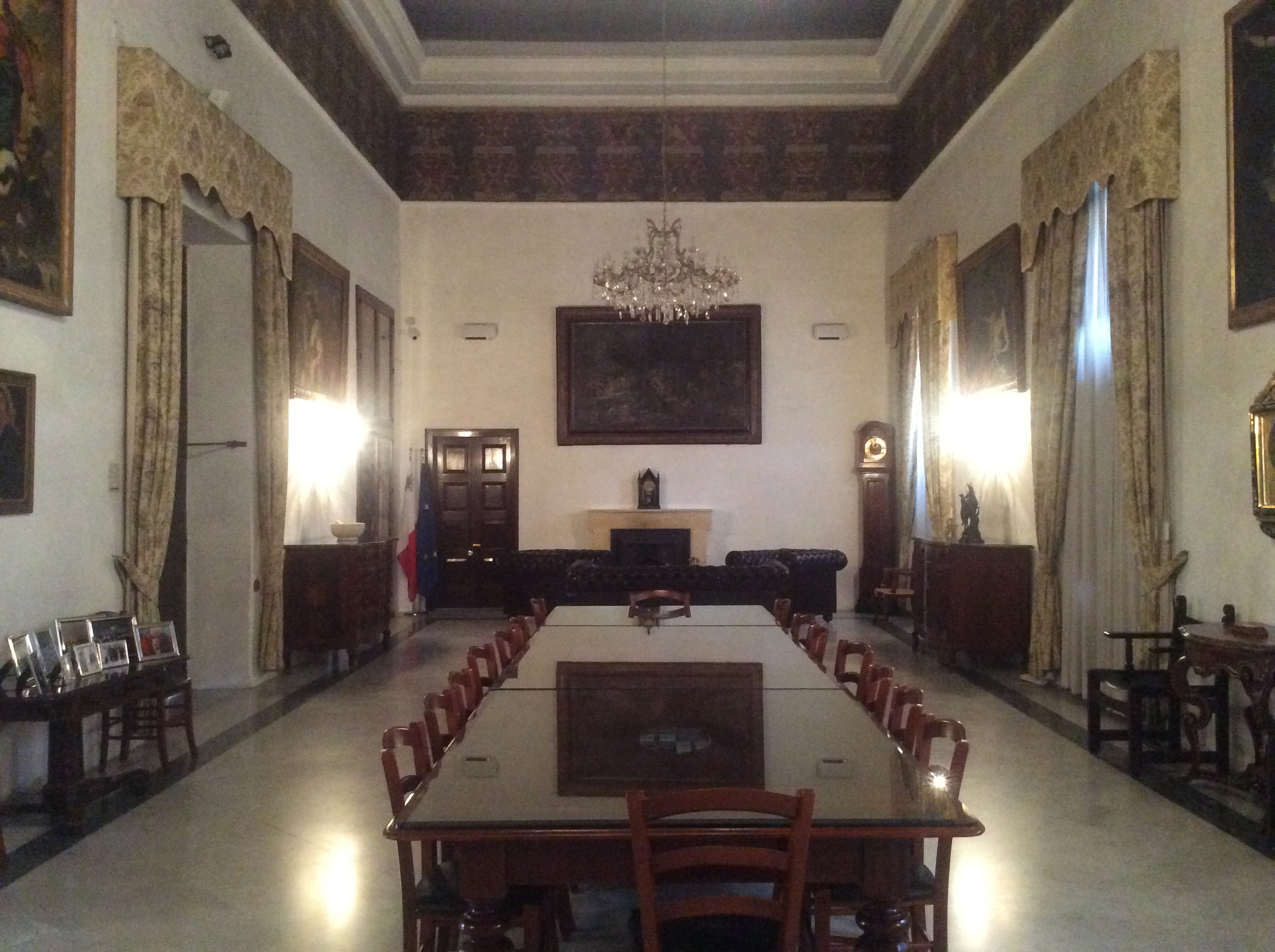
Były sąd kryminalny, znany oryginalnie jako Aula Criminale della Gran Corte della Castellania

We wnętrzu Castellanii znajdują się biura, sale sądowe, kaplica oraz cele więzienne. Na klatce schodowej wiodącej do byłych sal sądowych stoi na piedestale duża statua przedstawiająca boginię sprawiedliwości lub Astraję z opaską na oczach i wagą. Autor rzeźby jest nieznany. Klatka schodowa jest bardzo majestatyczna.
Najbardziej ozdobionym pomieszczeniem w budynku jest Sala Nobile (Sala Szlachecka) na pierwszym piętrze, która oryginalnie była salą sądową, a która teraz jest salą spotkań. W tej sali sędziowie oraz nominowane Kolegium Adwokatów zasiadali w „ławie sędziowskiej” o kształcie platformy, będąc ubrani w typowe jedwabne stroje z tego okresu. Adwokaci byli nominowani i odwoływani wedle uznania Wielkiego Mistrza. 14 sierpnia 1832 roku, kiedy Malta była kolonią brytyjską, wprowadzony został podobny system, znany jako King’s Counsel/Queen’s Counsel (Rada Króla/Rada Królowej). Przetrwał on jedynie siedem lat. W sali tej znajdują się herby Castellanii, przedstawione na górnej części ścian. Jest ich tam w sumie 105, należały do Castellanii od roku 1609 do 1798, kiedy jej rola została zniesiona.
Napis, znaleziony na kartuszu ponad głównym wejściem do sali, brzmi:

HIC SUNT CAUSIDICI HIC ROSTRA

HIC SUBSELLIA IUDIS

QUIS POSUIT. PINTI. ET PRINCIPIS

ÆQUUS AMOR

(co znaczy: Oto sądy prawa, siedziba sędziów i obrońców, ustanowione przez Księcia Pinto, z jego umiłowania sprawiedliwości)

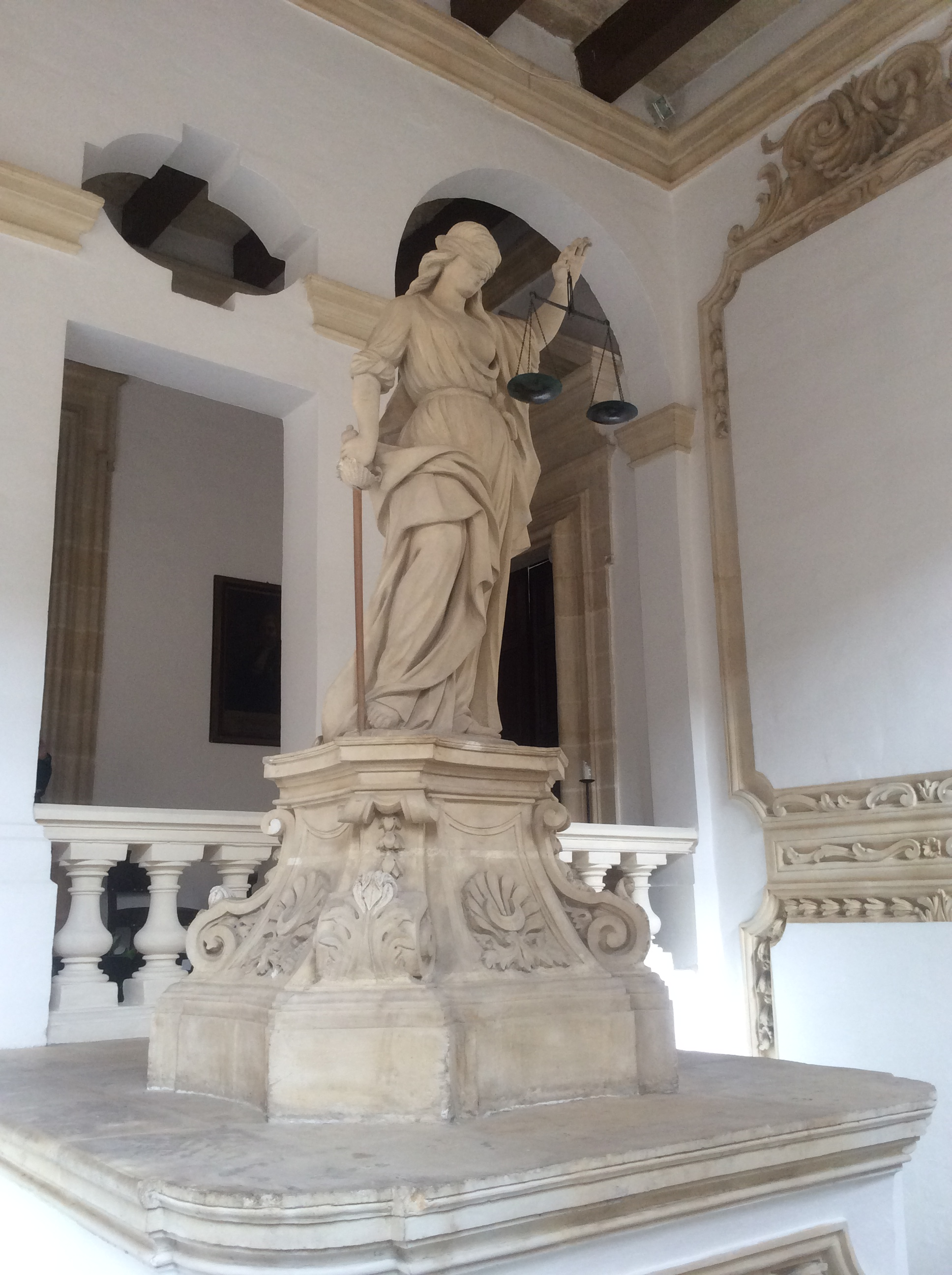
Statua bogini sprawiedliwości w Castellanii

Kaplica była poświęcona Matce Boskiej Bolesnej (nazywanej też Madonna di Pietà lub Mater Dolorosa). Po desakralizacji w późnych latach XIX wieku pomieszczenie służyło do innych celów. Jedynie wapienne rama, obejmująca tytularny obraz, odkryty podczas prac restauracyjnych w roku 1991, wciąż przypomina o oryginalnym wystroju wewnętrznym kaplicy. Ozdobna fontanna ulokowana jest na głównym dziedzińcu budynku, ponad którą znajduje się nisza z figurą. Powyżej misternie rzeźbiony herb Mistrza Pinto.
W Castellanii można znaleźć kilka cel więziennych. W celach znajdujących się w pobliżu sal sądowych trzymani byli przestępcy oczekujący na proces, ale również ci, którzy czekali na egzekucję. Kilka innych cel ulokowanych jest na tyłach budynku, obok dziedzińca. W celach tych przetrzymywani byli więźniowie z wyrokiem krótszym niż osiem dni, skazani przeważnie za niepłacenie czynszu lub skumulowane długi. Więźniowie z dłuższymi wyrokami wysyłani byli do innych więzień, głównie do Gran Prigione. Więźniowie z małymi wyrokami zajmowali się utrzymywaniem budynku w dobrym stanie, wykonywali prace porządkowe oraz naprawcze; straże były odpowiedzialne za wyznaczanie pracy oraz pilnowanie jej wykonywania. Na dziedzińcu więzienia zachowały się graffiti wykonane przez więźniów. W podziemiach znajdują się lochy, opisywane jako nieprzyjemne miejsce do przebywania. Od wczesnych lat XIX wieku aresztowane kobiety oczekujące na decyzję sądu zaczęły być przesyłane do kobiecego więzienia w Corradino (dziś posterunek policji).
Budynek ma korytarz, łączący go ze schronem przeciwlotniczym. Wejście do niego znajduje się w niewielkim pomieszczeniu na małym dziedzińcu, odkrytym na początku XX wieku.

## Castellania w języku potocznym
Budynek był potocznie nazywany po maltańsku il-Kistlanija. To zainspirowało powiedzenie għandu wiċċ l-għatba tal-Kistlanija, co można przetłumaczyć "ma twarz jak próg Castellanii". Określa to osobę o "kamiennej twarzy", nie okazującej uczuć. Określenie próg Castellanii było również używane do określenia równości w stosowaniu prawa.

### Monety okolicznościowe

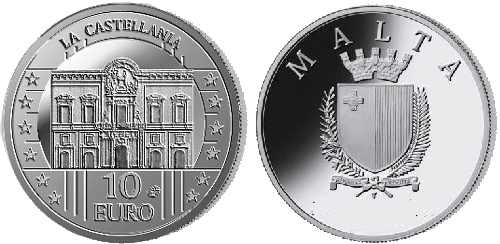
Srebrna moneta z 2009

La Castellania została przedstawiona na dwóch monetach okolicznościowych wybitych w roku 2009 przez Bank Centralny Malty. Revers monet pokazuje część fasady budynku, zaś awers – herb Malty.